# Sinai-Bahn
| Fahrkarte von al-Qantara nach Tel Aviv (1941) |                                                                | | |
| Streckenlänge: | 302 km                                                         | | |
| Spurweite: | 1435 mm (Normalspur)                                           | | |
| Stromsystem: | Lod bis Beit Jirja: 25 kV 50 Hz ~                              | | |
| Zweigleisigkeit: | Lod bis Beit Jirja seit 2005 (1916–1924: al-Qantara bis Rafah) | | |
| |                                                                | | |
| ʾ ʾ \| \| 447 \| Ismaʿilia Trennungsbahnhof \| Ismaʿilia Trennungsbahnhof \| \| \| 444 \| Ismaʿilia–Port Saʿid \| Ismaʿilia–Port Saʿid \| \| \| \| \| \| \| \| 443 \| Suezkanal Ferdan-Drehbrücke / Qantara-Drehbrücke 1916–1919 \| Suezkanal Ferdan-Drehbrücke / Qantara-Drehbrücke 1916–1919 \| \| \| \| \| \| \| \| \| \| \| \| \| 442 \| erste Brücke von 2023 über die Neue Kanalrinne von 2014/2015 \| erste Brücke von 2023 über die Neue Kanalrinne von 2014/2015 \| \| \| \| \| \| \| \| \| von al-Schatt \| \| \| \| \| \| \| \| \| \| Betriebswechsel: ↑ ENR, ab 1948 auch ↓ / ↓ 1915–1920: PMR, 1920–1948: PR \| \| \| \| \| \| \| \| \| 414 \| Al-Qantara Scharq (Ost) \| Al-Qantara Scharq (Ost) \| \| \| \| \| \| \| \| \| Tell al-Achmar \| \| \| \| 399 \| Galbana[1] Munitionsdepot 1941 \| Galbana[1] Munitionsdepot 1941 \| \| \| 392 \| Tell al-Heir eröffnet nach 1939 \| Tell al-Heir eröffnet nach 1939 \| \| \| 381 \| Baluza[2] eröffnet nach 1939 \| Baluza[2] eröffnet nach 1939 \| \| \| 378 \| Peace Canal \| Peace Canal \| \| \| 377 \| nach Port Fuʾad (zu Port Saʿid) \| nach Port Fuʾad (zu Port Saʿid) \| \| \| 372 \| Romani Mai 1916–1967, seit 1982 \| Romani Mai 1916–1967, seit 1982 \| \| \| \| nach Mahemdiya \| \| \| \| 361 \| Rabiʿa[3] eröffnet nach 1939 \| Rabiʿa[3] eröffnet nach 1939 \| \| \| 349 \| Nagila[4] eröffnet nach 1939 \| Nagila[4] eröffnet nach 1939 \| \| \| 337 \| Bʾir al-ʿAbd \| Bʾir al-ʿAbd \| \| \| 330 \| Salmanah eröffnet nach 1939 \| Salmanah eröffnet nach 1939 \| \| \| 322 \| Misfaq \| Misfaq \| \| \| 311 \| Al-Tillul eröffnet nach 1939 \| Al-Tillul eröffnet nach 1939 \| \| \| 301 \| Bʾir Mazar[5] \| Bʾir Mazar[5] \| \| \| 292 \| Zebrika nach 1939 \| Zebrika nach 1939 \| \| \| 281 \| Maadan[6] eröffnet nach 1939 \| Maadan[6] eröffnet nach 1939 \| \| \| 270 \| Al-Bardawil eröffnet nach 1939 \| Al-Bardawil eröffnet nach 1939 \| \| \| 259 \| al-ʿArisch eröffnet Januar 1917 \| al-ʿArisch eröffnet Januar 1917 \| \| \| \| Wadi al-ʿArisch \| \| \| \| \| Al-Abtal \| \| \| \| 248 \| Diqla[7] eröffnet nach 1939 \| Diqla[7] eröffnet nach 1939 \| \| \| \| Al-Burdsch \| \| \| \| 236 \| Gabr Amir \| Gabr Amir \| \| \| 225 \| Scheich Zowaid eröffnet nach 1939 \| Scheich Zowaid eröffnet nach 1939 \| \| \| \| von Al-Schu’uth \| \| \| \| \| \| \| \| \| 212101 \| Rafah[8] März 1917–1982; Grenze trennt Bhf. und Ort \| Rafah[8] März 1917–1982; Grenze trennt Bhf. und Ort \| \| \| \| \| \| \| \| \| nach Beʾer Scheva Mai 1918–1928 \| \| \| \| \| Ägypten – Gazastreifen \| \| \| \| 88 \| Chan Yunis \| Chan Yunis \| \| \| 76 \| Dair al-Balah \| Dair al-Balah \| \| \| \| Besor \| \| \| \| \| Al-Moghazi \| \| \| \| \| Al-Bereig \| \| \| \| 64 \| Gaza \| Gaza \| \| \| 62 \| Dschabaliya \| Dschabaliya \| \| \| \| Beit Hanun \| \| \| \| 56 \| Grüne Linie Gazastreifen – Israel \| Grüne Linie Gazastreifen – Israel \| \| \| \| \| \| \| \| \| Betreiber: ↑ENR (1948–67 und seit 1982) ↑ RI (1967–82) / ↓ PMR (1917–20), ↓ PR (1920–48), seither: RI \| \| \| \| \| \| \| \| \| \| Militärbahn al-Tina–Küste \| \| \| \| 54,1 \| Nachal Schiqmah (Wadi al-Ḥassi) \| Nachal Schiqmah (Wadi al-Ḥassi) \| \| \| \| \| \| \| \| 54 \| Jad Mordechai (1950–2005) 1917–1948: Dayr Sunayd \| Jad Mordechai (1950–2005) 1917–1948: Dayr Sunayd \| \| \| \| \| \| \| \| 53,5 \| Nachal ʿOved (Wadi al-ʿAbd) \| Nachal ʿOved (Wadi al-ʿAbd) \| \| \| 52 \| von Beʾer Scheva seit 2015 \| von Beʾer Scheva seit 2015 \| \| \| 50 \| Beit Jirja (Bayt Ǧirǧa) 1917–1948 \| Beit Jirja (Bayt Ǧirǧa) 1917–1948 \| \| \| 48 \| Barbara 1917–1948 \| Barbara 1917–1948 \| \| \| \| Al-Jiya (al-Ǧiyya) 1917–1948 \| \| \| \| \| Evtach \| \| \| \| \| Anschluss Kraftwerk Dorad 1990–2000 \| \| \| \| \| von Qirjat Gat seit 1982 \| \| \| \| \| Militärbahn al-Tina–Küste \| \| \| \| \| \| \| \| \| 40 \| Aschqelon Madschdal 1917–1947 \| Aschqelon Madschdal 1917–1947 \| \| \| \| \| \| \| \| \| \| \| \| \| 29 \| Aschdod – ʿAd Halom seit 1995, Isdud 1917–1947 \| Aschdod – ʿAd Halom seit 1995, Isdud 1917–1947 \| \| \| \| \| \| \| \| \| Nachal Lachisch \| \| \| \| \| nach Tel Aviv \| \| \| \| \| Anschluss Hafen von Aschdod \| \| \| \| \| \| \| \| \| \| Anschluss Hafen von Aschdod seit 1961 \| \| \| \| 14 \| Javne Mizrach (Ost) seit 1918 \| Javne Mizrach (Ost) seit 1918 \| \| \| \| Soreq \| \| \| \| \| Rechovot Maʿarav geplant \| \| \| \| 9 \| Rechovot seit 1920 \| Rechovot seit 1920 \| \| \| \| nach Modiʿin \| \| \| \| \| \| \| \| \| \| Rischon leZion (Modiʿin–Rischon LeZion) \| \| \| \| \| \| \| \| \| \| \| \| \| \| 4 \| Beʾer Jaʿaqov seit 1948 Bʾir Salim 1918–1948 \| Beʾer Jaʿaqov seit 1948 Bʾir Salim 1918–1948 \| \| \| \| \| \| \| \| \| von Jerusalem, Militärbahn vom Sinai \| \| \| \| 0,017,0 \| Lod seit 1891 \| Lod seit 1891 \| \| \| \| nach Jaffa, nach Masʿūdiyya und Ostbahn \| \| |                                                                | | |
| Dienststation / Betriebs- oder Güterbahnhof | 447                                                            | Ismaʿilia Trennungsbahnhof                                                                            | Ismaʿilia Trennungsbahnhof                                                                            |
| Strecke nach links · Abzweig quer, von links und von rechts · Abzweig quer, ehemals von links und ehemals von rechts | 444                                                            | Ismaʿilia–Port Saʿid                                                                                  | Ismaʿilia–Port Saʿid                                                                                  |
| |                                                                | | |
| | 443                                                            | Suezkanal Ferdan-Drehbrücke / Qantara-Drehbrücke 1916–1919                                            | Suezkanal Ferdan-Drehbrücke / Qantara-Drehbrücke 1916–1919                                            |
| |                                                                | | |
| |                                                                | | |
| Strecke (außer Betrieb) | 442                                                            | erste Brücke von 2023 über die Neue Kanalrinne von 2014/2015                                          | erste Brücke von 2023 über die Neue Kanalrinne von 2014/2015                                          |
| |                                                                | | |
| Kreuzung (Querstrecke außer Betrieb) · Abzweig geradeaus und von rechts (Strecke außer Betrieb) |                                                                | von al-Schatt                                                                                         | von al-Schatt                                                                                         |
| |                                                                | | |
| Kilometer-Wechsel · Kilometer-Wechsel (Strecke außer Betrieb) |                                                                | Betriebswechsel: ↑ ENR, ab 1948 auch ↓ / ↓ 1915–1920: PMR, 1920–1948: PR                              | Betriebswechsel: ↑ ENR, ab 1948 auch ↓ / ↓ 1915–1920: PMR, 1920–1948: PR                              |
| |                                                                | | |
| Bahnhof · Strecke (außer Betrieb) | 414                                                            | Al-Qantara Scharq (Ost)                                                                               | Al-Qantara Scharq (Ost)                                                                               |
| Abzweig geradeaus, ehemals nach links und ehemals von links · Strecke nach rechts (außer Betrieb) |                                                                | | |
| Bahnhof |                                                                | Tell al-Achmar                                                                                        | Tell al-Achmar                                                                                        |
| Bahnhof | 399                                                            | Galbana Munitionsdepot 1941                                                                           | Galbana Munitionsdepot 1941                                                                           |
| Bahnhof | 392                                                            | Tell al-Heir eröffnet nach 1939                                                                       | Tell al-Heir eröffnet nach 1939                                                                       |
| Bahnhof | 381                                                            | Baluza eröffnet nach 1939                                                                             | Baluza eröffnet nach 1939                                                                             |
| Brücke über Wasserlauf | 378                                                            | Peace Canal                                                                                           | Peace Canal                                                                                           |
| Abzweig geradeaus und nach links | 377                                                            | nach Port Fuʾad (zu Port Saʿid)                                                                       | nach Port Fuʾad (zu Port Saʿid)                                                                       |
| Bahnhof | 372                                                            | Romani Mai 1916–1967, seit 1982                                                                       | Romani Mai 1916–1967, seit 1982                                                                       |
| Abzweig geradeaus und ehemals nach links |                                                                | nach Mahemdiya                                                                                        | nach Mahemdiya                                                                                        |
| Bahnhof | 361                                                            | Rabiʿa eröffnet nach 1939                                                                             | Rabiʿa eröffnet nach 1939                                                                             |
| Bahnhof | 349                                                            | Nagila eröffnet nach 1939                                                                             | Nagila eröffnet nach 1939                                                                             |
| Kopfbahnhof Strecke ab hier außer Betrieb | 337                                                            | Bʾir al-ʿAbd                                                                                          | Bʾir al-ʿAbd                                                                                          |
| Blockstelle (Strecke außer Betrieb) | 330                                                            | Salmanah eröffnet nach 1939                                                                           | Salmanah eröffnet nach 1939                                                                           |
| Blockstelle (Strecke außer Betrieb) | 322                                                            | Misfaq                                                                                                | Misfaq                                                                                                |
| Blockstelle (Strecke außer Betrieb) | 311                                                            | Al-Tillul eröffnet nach 1939                                                                          | Al-Tillul eröffnet nach 1939                                                                          |
| Dienststation / Betriebs- oder Güterbahnhof (Strecke außer Betrieb) | 301                                                            | Bʾir Mazar                                                                                            | Bʾir Mazar                                                                                            |
| Blockstelle (Strecke außer Betrieb) | 292                                                            | Zebrika nach 1939                                                                                     | Zebrika nach 1939                                                                                     |
| Blockstelle (Strecke außer Betrieb) | 281                                                            | Maadan eröffnet nach 1939                                                                             | Maadan eröffnet nach 1939                                                                             |
| Blockstelle (Strecke außer Betrieb) | 270                                                            | Al-Bardawil eröffnet nach 1939                                                                        | Al-Bardawil eröffnet nach 1939                                                                        |
| Bahnhof (Strecke außer Betrieb) | 259                                                            | al-ʿArisch eröffnet Januar 1917                                                                       | al-ʿArisch eröffnet Januar 1917                                                                       |
| Brücke über Wasserlauf (Strecke außer Betrieb) |                                                                | Wadi al-ʿArisch                                                                                       | Wadi al-ʿArisch                                                                                       |
| Blockstelle (Strecke außer Betrieb) |                                                                | Al-Abtal                                                                                              | Al-Abtal                                                                                              |
| Blockstelle (Strecke außer Betrieb) | 248                                                            | Diqla eröffnet nach 1939                                                                              | Diqla eröffnet nach 1939                                                                              |
| Blockstelle (Strecke außer Betrieb) |                                                                | Al-Burdsch                                                                                            | Al-Burdsch                                                                                            |
| Blockstelle (Strecke außer Betrieb) | 236                                                            | Gabr Amir                                                                                             | Gabr Amir                                                                                             |
| Blockstelle (Strecke außer Betrieb) | 225                                                            | Scheich Zowaid eröffnet nach 1939                                                                     | Scheich Zowaid eröffnet nach 1939                                                                     |
| Abzweig geradeaus und von rechts (Strecke außer Betrieb) |                                                                | von Al-Schu’uth                                                                                       | von Al-Schu’uth                                                                                       |
| |                                                                | | |
| Bahnhof (Strecke außer Betrieb) | 212101                                                         | Rafah März 1917–1982; Grenze trennt Bhf. und Ort                                                      | Rafah März 1917–1982; Grenze trennt Bhf. und Ort                                                      |
| |                                                                | | |
| Abzweig geradeaus und nach rechts (Strecke außer Betrieb) |                                                                | nach Beʾer Scheva Mai 1918–1928                                                                       | nach Beʾer Scheva Mai 1918–1928                                                                       |
| Grenze (Strecke außer Betrieb) |                                                                | Ägypten – Gazastreifen                                                                                | Ägypten – Gazastreifen                                                                                |
| Bahnhof (Strecke außer Betrieb) | 88                                                             | Chan Yunis                                                                                            | Chan Yunis                                                                                            |
| Bahnhof (Strecke außer Betrieb) | 76                                                             | Dair al-Balah                                                                                         | Dair al-Balah                                                                                         |
| Brücke über Wasserlauf (Strecke außer Betrieb) |                                                                | Besor                                                                                                 | Besor                                                                                                 |
| Haltepunkt / Haltestelle (Strecke außer Betrieb) |                                                                | Al-Moghazi                                                                                            | Al-Moghazi                                                                                            |
| Haltepunkt / Haltestelle (Strecke außer Betrieb) |                                                                | Al-Bereig                                                                                             | Al-Bereig                                                                                             |
| Haltepunkt / Haltestelle (Strecke außer Betrieb) | 64                                                             | Gaza                                                                                                  | Gaza                                                                                                  |
| Haltepunkt / Haltestelle (Strecke außer Betrieb) | 62                                                             | Dschabaliya                                                                                           | Dschabaliya                                                                                           |
| Haltepunkt / Haltestelle (Strecke außer Betrieb) |                                                                | Beit Hanun                                                                                            | Beit Hanun                                                                                            |
| Grenze (Strecke außer Betrieb) | 56                                                             | Grüne Linie Gazastreifen – Israel                                                                     | Grüne Linie Gazastreifen – Israel                                                                     |
| |                                                                | | |
| Kilometer-Wechsel (Strecke außer Betrieb) |                                                                | Betreiber: ↑ENR (1948–67 und seit 1982) ↑ RI (1967–82) / ↓ PMR (1917–20), ↓ PR (1920–48), seither: RI | Betreiber: ↑ENR (1948–67 und seit 1982) ↑ RI (1967–82) / ↓ PMR (1917–20), ↓ PR (1920–48), seither: RI |
| |                                                                | | |
| Abzweig geradeaus und von rechts (Strecke außer Betrieb) |                                                                | Militärbahn al-Tina–Küste                                                                             | Militärbahn al-Tina–Küste                                                                             |
| Brücke über Wasserlauf (Strecke außer Betrieb) | 54,1                                                           | Nachal Schiqmah (Wadi al-Ḥassi)                                                                       | Nachal Schiqmah (Wadi al-Ḥassi)                                                                       |
| |                                                                | | |
| Bahnhof (Strecke außer Betrieb) | 54                                                             | Jad Mordechai (1950–2005) 1917–1948: Dayr Sunayd                                                      | Jad Mordechai (1950–2005) 1917–1948: Dayr Sunayd                                                      |
| |                                                                | | |
| Brücke über Wasserlauf (Strecke außer Betrieb) | 53,5                                                           | Nachal ʿOved (Wadi al-ʿAbd)                                                                           | Nachal ʿOved (Wadi al-ʿAbd)                                                                           |
| Abzweig ehemals geradeaus und von rechts | 52                                                             | von Beʾer Scheva seit 2015                                                                            | von Beʾer Scheva seit 2015                                                                            |
| ehemaliger Haltepunkt / Haltestelle | 50                                                             | Beit Jirja (Bayt Ǧirǧa) 1917–1948                                                                     | Beit Jirja (Bayt Ǧirǧa) 1917–1948                                                                     |
| ehemaliger Haltepunkt / Haltestelle | 48                                                             | Barbara 1917–1948                                                                                     | Barbara 1917–1948                                                                                     |
| ehemaliger Haltepunkt / Haltestelle |                                                                | Al-Jiya (al-Ǧiyya) 1917–1948                                                                          | Al-Jiya (al-Ǧiyya) 1917–1948                                                                          |
| Brücke über Wasserlauf |                                                                | Evtach                                                                                                | Evtach                                                                                                |
| Abzweig geradeaus und ehemals von links |                                                                | Anschluss Kraftwerk Dorad 1990–2000                                                                   | Anschluss Kraftwerk Dorad 1990–2000                                                                   |
| Abzweig geradeaus und von rechts |                                                                | von Qirjat Gat seit 1982                                                                              | von Qirjat Gat seit 1982                                                                              |
| Abzweig geradeaus und ehemals nach rechts |                                                                | Militärbahn al-Tina–Küste                                                                             | Militärbahn al-Tina–Küste                                                                             |
| |                                                                | | |
| Bahnhof | 40                                                             | Aschqelon Madschdal 1917–1947                                                                         | Aschqelon Madschdal 1917–1947                                                                         |
| |                                                                | | |
| |                                                                | | |
| Bahnhof | 29                                                             | Aschdod – ʿAd Halom seit 1995, Isdud 1917–1947                                                        | Aschdod – ʿAd Halom seit 1995, Isdud 1917–1947                                                        |
| |                                                                | | |
| Brücke über Wasserlauf |                                                                | Nachal Lachisch                                                                                       | Nachal Lachisch                                                                                       |
| Strecke von links · Abzweig geradeaus und nach rechts |                                                                | nach Tel Aviv                                                                                         | nach Tel Aviv                                                                                         |
| Strecke · Abzweig geradeaus und nach links |                                                                | Anschluss Hafen von Aschdod                                                                           | Anschluss Hafen von Aschdod                                                                           |
| Strecke nach links · Kreuzung geradeaus unten |                                                                | | |
| Abzweig geradeaus und von links |                                                                | Anschluss Hafen von Aschdod seit 1961                                                                 | Anschluss Hafen von Aschdod seit 1961                                                                 |
| Bahnhof | 14                                                             | Javne Mizrach (Ost) seit 1918                                                                         | Javne Mizrach (Ost) seit 1918                                                                         |
| Brücke über Wasserlauf |                                                                | Soreq                                                                                                 | Soreq                                                                                                 |
| ehemaliger Bahnhof |                                                                | Rechovot Maʿarav geplant                                                                              | Rechovot Maʿarav geplant                                                                              |
| Bahnhof | 9                                                              | Rechovot seit 1920                                                                                    | Rechovot seit 1920                                                                                    |
| Strecke von links (außer Betrieb) · Abzweig geradeaus und ehemals nach rechts |                                                                | nach Modiʿin                                                                                          | nach Modiʿin                                                                                          |
| |                                                                | | |
| Abzweig quer und nach rechts (Strecke außer Betrieb) · Kreuzung geradeaus unten (Querstrecke außer Betrieb) · Kopfbahnhof Strecke ab hier außer Betrieb und quer |                                                                | Rischon leZion (Modiʿin–Rischon LeZion)                                                               | Rischon leZion (Modiʿin–Rischon LeZion)                                                               |
| |                                                                | | |
| |                                                                | | |
| Bahnhof | 4                                                              | Beʾer Jaʿaqov seit 1948 Bʾir Salim 1918–1948                                                          | Beʾer Jaʿaqov seit 1948 Bʾir Salim 1918–1948                                                          |
| |                                                                | | |
| Abzweig geradeaus und von rechts |                                                                | von Jerusalem, Militärbahn vom Sinai                                                                  | von Jerusalem, Militärbahn vom Sinai                                                                  |
| Bahnhof | 0,017,0                                                        | Lod seit 1891                                                                                         | Lod seit 1891                                                                                         |
| Strecke |                                                                | nach Jaffa, nach Masʿūdiyya und Ostbahn                                                               | nach Jaffa, nach Masʿūdiyya und Ostbahn                                                               |

Die Sinai-Bahn (מְסִלַּת [בַּרְזֶל שֶׁל חֵצִי־הָאִי] סִינַי Məsillat [ha-Barsel schel Chezī ha-ʾĪ] Sīnaj, deutsch ‚[Eisen]Bahn [der Halbinsel] Sinai‘, englisch Sinai Railway, arabisch سكة حديد سيناء, DMG sikkat ḥadīd Sīnāʾ) ist eine Bahnstrecke von über 300 km Länge, die Ägypten und Mandats-Palästina entlang der Nordküste der Sinai-Halbinsel verband. Das westliche Fünftel (78 km) der Sinai-Bahn bedienen die Ägyptischen Staatsbahnen (ESR). Davon getrennt durch stillgelegte drei Fünftel der Gesamtstrecke betreibt die israelische Bahngesellschaft Rakkevet Israel (RI) das nordöstliche Fünftel (50 km).

## Verlauf
Die Strecke nimmt ihren Ausgang am mittleren Ostufer des Suezkanals, im ägyptischen al-Qantara, nähert sich abseits des Kanals in nordöstlicher Richtung dem Mittelmeer und verläuft dann nahe der Meeresküste des nördlichen Sinais weiter durch Gazastreifen und Philisterebene, bis sie in Lod an die Strecke Jaffa–Jerusalem (J&J-Linie) (1892 eröffnet) anschließt. Außer zu diesen Orten besteht Anschluss ab Lod und unterwegs im Verlauf des nordöstlichen Abschnitts zu mehreren Bahnstrecken (nach Beʾer Scheva, nach Qirjat Gat, nach Tel Aviv-Jaffa und via Haifa nach Naharija). Der westliche Abschnitt wird über die Al-Firdan-Brücken mit dem übrigen Bahnnetz Ägyptens verbunden. Zur Zeit ihrer Erbauung durchquerte die Strecke einen wenig bis teils fast unbesiedelten Raum. Einzige bedeutende Siedlung war Al-ʿArisch. Heute liegen wichtige Städte am Streckenverlauf: Al-Qantara, Aschdod, Aschqelon, Gaza-Stadt, Javne, Rechovot.

## Geschichte

### Erster Weltkrieg
Während des Ersten Weltkriegs erfolgte im Februar 1915 von der Palästinafront der erste osmanische Angriff auf den Suezkanal. Er wurde von britischen Truppen abgewendet, da auf der osmanischen Seite Versorgungsschwierigkeiten bestanden. Scharfe Kritik wurde im Vereinigten Königreich von Großbritannien und Irland daran geübt, dass die sich zurückziehenden osmanischen Einheiten nicht einmal richtig verfolgt wurden. Dies führte zu einer offensiveren Strategie. Ein Jahr später, im Frühjahr 1916, wurde mit dem Bau der Sinai-Bahn als Sinai Military Railway (SMR) begonnen.
Die Britischen Militärbahnen trieben vom Sultanat Ägypten aus mit zwangsrekrutierten ägyptischen Zivilisten des Egyptian Labour Corps (ELC) den Bau vor und verwendeten die dortigen technischen Standards, insbesondere die Normalspur von 1435 mm. Eine provisorische Drehbrücke über den Suezkanal bei Al-Qantara (arabisch القنطرة, DMG al-qanṭara ‚die Brücke‘) stellte die Verbindung zum ägyptischen Netz her. Das Gelände der Halbinsel Sinai stellte dem Bahnbau keine Hindernisse in den Weg. Problematisch waren aber die Wasserversorgung für die Dampflokomotiven und Sandverwehungen.
Die British Army legte großen Wert darauf, den Vorstoß gegen die osmanischen Truppen nur mit einer soliden Versorgung durchzuführen. So wurde die Strecke zwischen Al-Qantara und Rafah zweigleisig errichtet. Der Bahnbau schritt deshalb wesentlich langsamer voran als der auf Seiten der Mittelmächte, die als Verbündete den Osmanen zu Hilfe gekommen waren (siehe: Osmanische Militärbahn in Palästina). Al-ʿArisch wurde Anfang 1917 erreicht, im April befand sich die Spitze der Strecke 16 km vor Gaza. In Bayt Hanun erreichten die britische Militärbahnen mit ihrer Sinai-Bahn eine von der Osmanischen Militärbahn nach Süden vorangetriebene Bahnstrecke in Schmalspur von al-Tina und übernahmen knapp zehn Kilometer bestehende Trasse, indem sie sie umspurten, um diesen weiter auf neuer Trasse Lod anzusteuern.

### Zwischenkriegszeit
Die so entstandene Infrastruktur wurde nach dem Krieg geteilt: Der in Palästina liegende Teil der Sinai-Bahn wurde an die 1920 gegründete Palestine Railways (PR) verkauft, der in Ägypten liegende 195-km-lange Abschnitt blieb fiskalisches Eigentum Großbritanniens und wurde erst mit Wirkung ab 1. April 1948 ans Königreich Ägypten übertragen.:33 Da die provisorische Drehbrücke, die den Suezkanal während des Krieges überspannte, nach einer Havarie mit einem Dampfer 1947 auf Verlangen der Kanalverwaltung beseitigt werden musste, war die Sinai-Bahn ohne feste Verbindung zum übrigen Netz der Ägyptischen Staatsbahnen (ESR). Dies führte zu der Entscheidung, der PR den Betrieb auf der gesamten Sinai-Bahn zu übertragen, auch auf dem in Ägypten gelegenen Teilstück. Die von der PR eingeführte Kilometrierung der Strecke zählte vom Bahnhof Haifa Mizrach (Ost), den die 1920 fertiggestellte Ostbahn mit dem nördlichen Ende der Sinai-Bahn in Lod verband.
Die Sinai-Bahn war in der Zeit zwischen 1920 und 1939 Bestandteil einer durchgehenden Eisenbahnverbindung von Europa nach Ägypten – abgesehen von den Querungen von Bosporus und Suezkanal. Während das Verkehrsaufkommen mit dem wachsenden Straßenausbau in den 1920er Jahren zurückging, weshalb die Zugfrequenz ausgedünnt wurde, blieben die Fernverbindungen. Für das nun geringe Verkehrsaufkommen (ein Personenzug/Tag und Güterverkehr nach Bedarf) war ein Gleis völlig ausreichend. Das zweite Gleis, noch aus der Zeit des militärischen Betriebs im Ersten Weltkrieg, wurde 1923/24 abgebaut.

### Zweiter Weltkrieg
Im Zweiten Weltkrieg wurde 1942 wieder eine Drehbrücke über den Suezkanal, diesmal weiter südlich bei Al-Firdan errichtet, die den Fährbetrieb bei Al-Qantara ersetzte.:52 Südlich von Gaza wurde die Strecke unter Militärverwaltung gestellt. Um die Kapazität zu erhöhen, wurde zunächst erwogen, das zweite Gleis wieder zu errichten, das Kapazitätsproblem wurde dann aber mit dem Einbau von 22 zusätzlichen Ausweichstellen behoben.:51
Die Bewegungen von Militärpersonen und Kriegsmaterial verstärkten den Zugverkehr. Palästinas moderne Industrie belieferte über die Sinai-Bahn britische Streitkräfte an den Kriegsschauplätzen in Italienisch-Libyen oder weiter per Schiff in Fernost. Militärpersonen fuhren von Einsätzen mit der Sinai-Bahn zur Ausbildung, Erholung oder Genesung nach Palästina, wo medizinische und touristische Einrichtungen modernsten Standards bestanden. Die Zunahme des Verkehrs förderte auch den Bau einer leistungsfähigen Verbindung in Normalspur durch die französischen Mandatsgebiete Libanon und Syrien (Bahnstrecke Haifa–Beirut–Tripoli).

### Nach 1945
Gemäß dem UN-Beschluss von 1947, Palästina in einen jüdischen und einen arabischen Staat zu teilen, bereiteten die Briten die Übergabe der öffentlichen Aufgaben an Nachfolgeeinrichtungen vor. Der auf der ägyptischen Sinai-Halbinsel gelegene 195 Kilometer langen Streckenabschnitt der Sinai-Bahn, den die Palestine Railways (PR) betrieben, übergaben sie mit Wirkung ab 1. April 1948 an die Ägyptischen Staatsbahnen, die den Bahnbetrieb zunächst fahrplanmäßig fortsetzten.:170, Fußnote 688 Dabei übernahm die Ägyptische Bahn keine jüdischen Eisenbahner, denen die PR deshalb halfen vom Sinai ins Mandatsgebiet überzusiedeln.
Ein letzter Zug der PR mit britischem Zivil- und Militärpersonal verließ am 13. Mai 1948 über die Sinai-Bahn das Heilige Land, übriges britisches Militär, ziviles Amtspersonal und Angehörige zogen bis zum 15. Mai 1948 aus Palästina ab (das Ausschiffen von Material durch britisches Personal im Hafen von Haifa dauerte bis Juli 1948). Die Palestine Railways (PR) stellten den Betrieb ein, ihre Anlagen und das Gros des Personals im israelischen Gebiet übernahm die israelische Bahngesellschaft Rakkevet Israel (RI), die noch im Krieg ab Juli 1948 in den militärisch gehaltenen und auf im Laufe des Krieges um Israels Unabhängigkeit, die am 14. Mai 1948 erklärt worden war, eingenommenen Abschnitte der Sinai-Bahn den Güterverkehr ab Rechovot nordwärts wieder in Gang setzte.:681
Die ägyptische Armee überschritt am 14. Mai 1948 die Grenze nach Palästina, um das in Teilen des Mandatsgebietes gegründete Israel wieder zu zerschlagen. Im Nachgang der ägyptischen Invasion weiteten die Ägyptischen Staatsbahnen (ESR) ihren Betrieb auf die mittlere Strecke der Sinai-Bahn im Gazastreifen zwischen Rafah und Gaza und aus, um die Invasoren logistisch zu unterstützen. Die Sinai-Bahn war im Krieg um Israels Unabhängigkeit 1948 an manchen Stellen (z.B. bei Aschqelon) heftig umkämpft und die israelischen Streitkräfte vermochten die ägyptische Armee erst nördlich Isduds an den Brücken über den Nachal Lachisch, die sie gesprengt hatten, zu stoppen. In Erinnerung an die Abwehr der Ägypter, die bis dahin hebräisch עַד הֲלוֹם ʿad halōm, aber nicht weiter, hatten vorrücken können, erhielt der nahe Bahnhof Aschdod – ʿAd Halom seinen Namen. Die ESR änderten die Kilometrierung auf ihrem Streckenteil der Sinai-Bahn, die nun von Al-Qantara bis Gaza zählte statt von Haifa bis zum Suezkanal.
Britisch-französische Luftangriffe zerstörten im Suezkrieg im Oktober 1956 die gerade erst 1954 eingeweihte neue al-Firdan-Brücke. Die begleitende israelische Invasion rückte bis auf zehn Meilen an den Kanal heran. Die Rakkevet Israel (RI) verlängerte im November ihren Truppen- und Güterverkehr bis auf den Sinai. Als in Folge der US-Intervention Britannien, Frankreich und Israel im März 1957 ihren Vorstoß aufgeben mussten, unterstützte die RI den israelischen Abzug vom Sinai mit entsprechenden Transporten zuletzt ab Rafah. Die Ägypter demontierten daraufhin die Schienen zwischen der Grünen Linie des Waffenstillstandsabkommens von 1949 und dem Bahnhof Ghazzah.
Die Ansiedlung vertriebener und geflüchteter arabischer Juden (v.a. Ägypter und Marokkaner) in Entwicklungsstädten wie Aschdod am israelischen Abschnitt der Sinai-Bahn erhöhte die Bevölkerungsdichte in ihrem Einzugsgebiet. Obwohl die israelischen Anliegergemeinden der Sinai-Bahn über die Jahre mehrfach regelmäßige Reisezugverbindungen forderten, blieb es bei sporadischem Verkehr, z. B. als Abhilfe während eines landesweiten Busstreiks 1956. Der bis 1965 erbaute und eröffnete Hafen von Aschdod erhielt im November 1961 eigene Anschlüsse zur Sinai-Bahn, der Güterverkehr nahm entsprechend stark zu. Im Sechstagekrieg erlangte Israel unter anderem die Kontrolle über die gesamte Halbinsel Sinai und damit auch über ca. 300 km ägyptischer Eisenbahntrassen, wozu vor allem die Sinai-Bahn zwischen Al-Qantara Scharq (Ost) und dem ägyptisch besetzten Gazastreifen gehörte.
Zwischen dem israelischen Bahnhof Jad Mordechai nah der Grünen Linie und dem Endpunkt der Gleise in Gaza fehlten etwa 19 km. Vom 9. bis 20. Juni 1967 vollzog die Rakkevet Israel (RI) den Lückenschluss zu 370 Kilometern Bahnstrecken auf dem Sinai. Am 20. Juni verließ der erste Güterzug den Bahnhof Al-ʿArisch über die nördliche Sinai-Bahn in Richtung Lod. In diesen Zug waren zahlreiche ägyptische Eisenbahnfahrzeuge eingereiht, die zuvor in Al-ʿArisch gesammelt worden waren. Zu den Beutestücken zählten acht Diesellokomotiven von General Motors, einige Personenwagen und 570 Güterwagen. Der Güterverkehr auf den Sinai wurde aufgenommen.
Im Juli 1967 stellte die RI einen Zug aus zwei Lokomotiven vom Typ G12 und einer bunten Reihe von Güterwagen zusammen, um das Gleis der Sinai-Bahn und den von Briten 1941 errichteten Bahnabschnitt das Ostufer des Suez-Kanals entlang bis Al-Schatt zu testen. Die Expedition zog sich in die Länge, da das Gleis stellenweise mit Sand zugeweht war. Mehrfach entgleiste der Flachwagen, der als Minendetektor vor der ersten Lok geschoben wurde. Die Truppen im Sinai wurden anschließend über die Sinai-Bahn versorgt. Bald aber stellten sich die alten Probleme der Sinaistrecke ein: Ständig überdeckten Flugsande die Strecke. Deshalb wurden der Betrieb zwischen dem Kanal und Al-ʿArisch eingestellt und die Strecke abgerissen, um das Material für die Befestigung der Bar-Lev-Linie zu verbauen.
Am 1. November 1972 eröffnete die RI den Personenverkehr ab Gaza via Rechovot und Lod nach Tel Aviv Süd. Nach dem Jom Kippur (6. Oktober 1973), an dem alles öffentliche Leben Israels ruhte und zu welcher Gelegenheit seine Feinde es im Jom-Kippur-Krieg überfielen, wurde der ohnehin defizitäre Personenverkehr im Rahmen neuer Sicherheitserwägungen nicht wieder aufgenommen. Die im Israelisch-ägyptischen Friedensvertrag von 1978 vereinbarte schrittweise Räumung des Sinais von israelischen Streitkräften und Zivilisten unterstützte die RI logistisch und zog dann ihren Betrieb bis hinter die ägyptische Grenze zurück. Beide Parteien vereinbarten im Friedensvertrag, grenzüberschreitende Straßen und Bahnen wieder für den Verkehr zu öffnen. Nach Abschluss des israelischen Rückzugs vom Sinai im Jahre 1982 stellten die Ägyptischen Staatsbahnen die Strecke bis Bʾir al-ʿAbd wieder her, doch durchgehender Verkehr auf der Sinai-Bahn ging nicht wieder in Betrieb.
Der wachsende Frachtverkehr in Israel erforderte eine neue Querspange (Cheletzbahn), 17. November 1982 eröffnet, zwischen Sinai-Bahn und Qirjat Gat im südlichen Abschnitt der israelischen Hauptlinie, um den Süden des Landes direkt mit dem Hafen Aschdod zu verbinden. Mit dem neuen, dichteren RI-Fahrplan vom 15. Oktober 1991 verkehrten wieder Reisezüge zwischen Tel Aviv Darom via Lod, Beʾer Jaʿaqov bis Rechovot, dann 1992 via Javne bis Aschdod – ʿAd Halom verlängert. Die Verbindung erwies sich rasch als derart attraktiv, dass von 1998 an täglich 13 Zugpaare angeboten wurden. Von 1999 bis 2001 baute die RI die Sinai-Bahn im Abschnitt zwischen Lod und Rechovot zweigleisig aus. Mit dem Abzug der Israelis aus dem Gazastreifen bis August 2005 stellte die RI den Güterverkehr im Gazastreifen ein. Zwischen 2004 und 2005 baute die RI den nördlichen Abschnitt der Sinai-Bahn zwischen Aschqelon und Lod aus, erneuerte bestehende und eröffnete neue Bahnhöfe, legte ein zweites Gleis (soweit nicht schon geschehen) und verlängerte im April 2005 den Personenverkehr bis Aschqelon. Ein weiter südlich gelegener Abschnitt wurde in die neue Bahnstrecke Aschqelon–Beʾer Scheva einbezogen, die im September 2015 in Betrieb ging.
Mitte 2020 begann die spanische Firma Sociedad Española de Montajes Industriales (SEMI) die Oberleitungen und zugehörige Installationen zu errichten. Im Zuge der Elektrifikation der Bahnstrecke Tel Aviv–Pleschet wurden die Bahnhöfe Aschdod – ʿAd Halom und Aschqelon schon bis 25. Dezember 2021 für den elektrischen Bahnbetrieb ertüchtigt. Auf der nördlichen Sinai-Bahn wechselte die Vorortlinie Netanja–Tel Aviv–Lod–Rechovot zum Fahrplanwechsel ab Schabbatende am 22. September 2022 von dieselgetriebenen auf elektrische Triebwagen. Mit Abschluss der Arbeiten der SEMI am 28. Januar 2023 war der israelische Streckenteil der Sinai-Bahn komplett für Wechselspannung von 25.000 Volt in einer Frequenz von 50 Hertz elektrifiziert.
Am südwestlichen Ende der Sinai-Bahn ging die neue Bahnbrücke über die Neue Rinne des Suezkanals und damit der Streckenabschnitt Ismaʿilia bis Bʾir al-ʿAbd in den Testbetrieb, wie die Bahnbehörde am 24. Oktober 2023 bekannt gab. Am 6. August 2024 nahmen die Ägyptischen Staatsbahnen zunächst den Schienengüterverkehr auf besagtem Streckenabschnitt wieder auf, am 7. Oktober des Jahres eröffnete Verkehrsminister Kamil al-Wazir den Reisezugbetrieb auf demselben Abschnitt.

## Betrieb

### Fahrzeuge
Anfangs setzten die ESR in ihrem Abschnitt Fahrzeuge aus ihren Beständen ein. Die Lokomotiven litten unter den primitiven Wartungsbedingungen und mussten ständig ersetzt werden. 25 ältere Lokomotiven der Achsfolge C, gebaut von Robert Stephenson & Co. aus der Mitte des 19. Jahrhunderts, gehörten zum Bestand. Hinzu kamen 20 1'C und 10 B'B von Baldwin (Philadelphia). Von Franco-Belge fuhren 8 Maschinen der Achsfolge C und 4 mit der Achsfolge 1'B im Dienst der SMR. Auch fuhren noch weitere Maschinen der Ägyptischen Staatsbahnen. Aus den ersten Betriebsjahren der Strecke, vor allem während des Ersten Weltkrieges, sind die Aufzeichnungen über die eingesetzten Lokomotiven aber nur lückenhaft. Anfangs kamen zum Schutz der Strecke im Sinai, als die osmanischen Truppen noch nahe waren, drei Panzerzüge zum Einsatz, die von benzingetriebenen Lokomotiven von Manning Wardle bewegt und in der Mitte der Züge eingestellt waren. Die RI setzte in ihrem Bereich zunächst rollendes Material der PR ein, modernisierte aber bald den Fuhrpark, wozu ab 1952 viele Fahrzeuge aus Deutschland importiert wurden, finanziert aus Geldern der bundesdeutschen so genannten Wiedergutmachung, die allerdings nicht frei verfügbar waren, sondern zur Förderung der deutschen Wirtschaft für Kauforders bei deutschen Herstellern eingesetzt werden konnten.

### Zugsicherung
Auf der Sinai-Strecke erhielten Züge anfangs Fahrbefehle durch Flaggensignale, später wurden Ein- und Ausfahrtsignale und eine mechanische Zugsicherung installiert.

### Betriebliche Probleme
Die Strecke war ohne Schotter in Sand verlegt worden. Das ermöglichte nur Höchstgeschwindigkeiten von 70 km/h für Personenzüge und 50 km/h für Güterzüge.
Jedoch stellte der Wassermangel in dem durchquerten Gebiet ein großes Problem dar. In Al-ʿArisch wurde eine Wasseraufbereitungsanlage errichtet, um das dort vorhandene Wasser von Kalk und Salzen so weit zu befreien, dass es für den Betrieb von Dampflokomotiven geeignet war. Außerdem wurden in Mazar größere Wassermengen bevorratet, die mit Tankzügen aus Al-Qantara gefüllt wurden. Ab 1943 führten die Züge zwischen Al-ʿArisch und Mazar einen zusätzlichen Wasserwagen mit, dessen Inhalt bis Mazara zur Hälfte verbraucht und dort abgestellt wurde. Die andere Hälfte des Wassers diente zur Rückfahrt zwischen Mazar und Al-ʿArisch.
Es musste ständig gegen Sandverwehungen gekämpft werden: Der Sand wanderte sowohl über als auch unter die Gleise, was erhebliche betriebliche Schwierigkeiten verursachte. Dagegen musste eine große Anzahl von Arbeitern zum Freischaufeln eingesetzt werden. Die Schwellen waren von minderer Qualität, ihr Holz unbehandelt, und es fiel in großer Zahl Termiten zum Opfer. Die Schwellen, die dieses überstanden, litten unter „natürlichem Schwund“ – Holz war auf dem Sinai und in Palästina rar. Auch anderes Material der Bahn wurde in größerer Menge gestohlen. Die Sinaistrecke erwies sich insgesamt als große Belastung für die PR.

### Verkehr
Der Personenzug zwischen Al-Qantara und Haifa verkehrte täglich (412 km / 12 h). Dreimal in der Woche führte er Speise- und Schlafwagen der Compagnie Internationale des Wagons-Lits mit. 1921 wurde die Verbindung um einen Schlafwagen Al-Qantara–Jerusalem ergänzt. Er rentierte sich offensichtlich nicht und wurde ab 1923 nur noch bei Bedarf (definiert als mindestens acht gebuchte Fahrgäste) eingesetzt. Dafür wurde der Schlafwagen Al-Qantara–Haifa ab 1923 täglich angeboten. Güterverkehr fand auf der Strecke nach Bedarf statt.
Nachdem 1942 wieder eine Drehbrücke den Suezkanal querte, verkehrten sofort durchgehende Züge zwischen Kairo und Haifa.